# Projet Chikukwa
 (juin 2024).
Le projet Chikukwa est une expérience réussie de gestion communautaire menée à partir de 1991 au Zimbabwe. Elle utilise la permaculture afin de nourrir les villages participants, mais aussi et surtout de restaurer un écosystème dégradé.

## Localisation et contexte

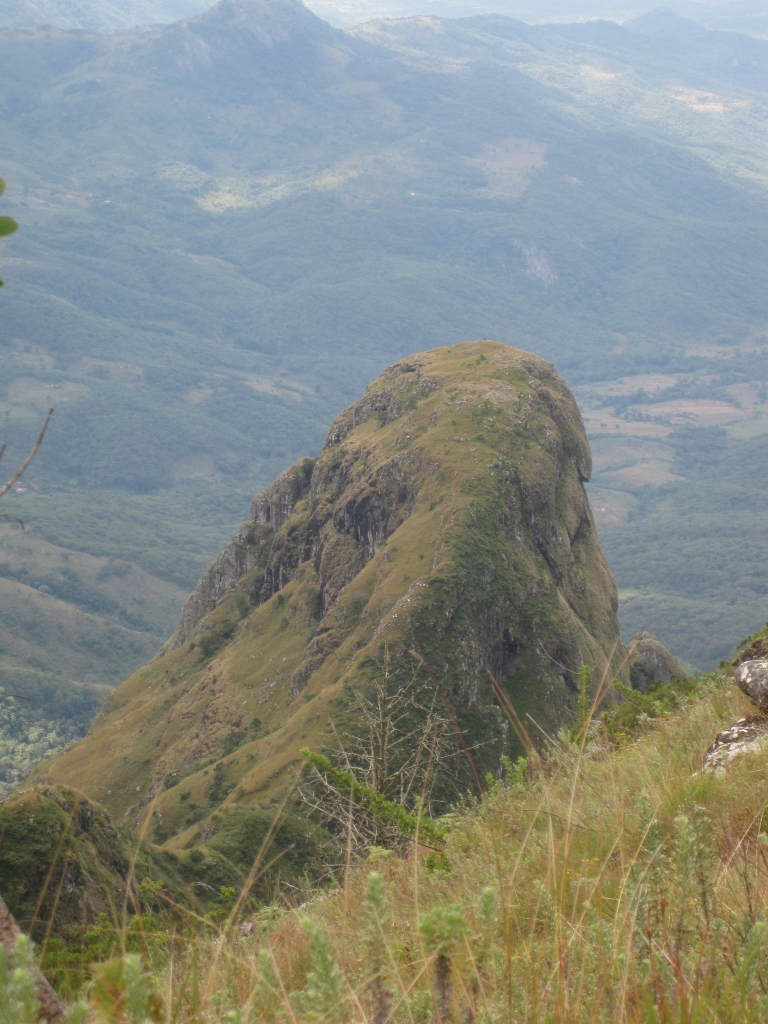
Les collines Chikukwa vues depuis le Tsetserra, dans les.

Les six villages qui forment Chikukwa sont situés à proximité de la ville de Chimanimani, à l'est du Zimbabwe, à proximité de la frontière avec le Mozambique. Le terme de « frontière » qualifie d'ailleurs ce territoire à plusieurs égards. Il est certes proche de la frontière politique, mais également sur le piémont des monts Chimanimani (en), ainsi qu'à la lisière entre la forêt et le pâturage,.
Les six villages du district de Chikukwa regroupent environ sept mille habitants en 2013. Au début des années 1990, ces six villages sont caractérisés par une série de dysfonctionnements de l'écosystème affectant gravement la vie des villageois. Les collines sont dénudées à l'exception de quelques arbres, ce qui forment des ravines d'érosion dans les pentes. L'environnement des sources est dépourvu de végétation et la terre est en outre tassée, les deux phénomènes du fait de la présence et du piétinement du bétail. En conséquence, ces sources sont taries et les habitants sont contraints d'aller chercher l'eau à cinq kilomètres ou plus. La nourriture pour le bétail n'est plus disponible qu'en saison humide ; l'absence d'arbre provoque une pénurie de combustible pour la cuisson des aliments. Les récoltes sont mauvaises et la famine proche. Enfin, la saison humide se caractérise par une très forte érosion, les ravines se creusant à grande vitesse et le limon s'accumulant notamment sur les maisons jusqu'à hauteur des fenêtres.

## Principe et débuts
Le projet est lancé par un couple d'Allemands, Eli et Ulli Westermann, venus enseigner au Zimbabwe au milieu des années 1980. Après un premier poste en plaine durant lequel ils sont confrontés aux maladies tropicales, ils déménagent avec leurs deux enfants dans les villages Chikukwa pour enseigner à Chimanimani. Dans cette dernière ville, ils font la rencontre de John Wilson, initiateur de la permaculture au Zimbabwe, et de Chester Chituwu, directeur de l'école primaire de Chikukwa.
La crise atteint son point culminant en 1991, avec le tarissement de la source qui alimente Chitekete. Un petit groupe d'action se crée, qui se nomme en shona Nuchidza Dzakasimba, soit les « abeilles fortes ». La première action du groupe, qui compte alors dix personnes, est de recreuser le limon jusqu'à la source. Mais cette solution n'est que provisoire et la source s'envase dès les premières pluies. Des formations en permaculture, dits « Permachikoro », sont alors données au groupe ainsi qu'aux chefs de cinq villages par John Wilson. Les premiers cours portent sur l'utilisation des ressources naturelles, en particulier l'eau. Une première vague d'action voit le groupe des Nuchidza Dzakasimba effectuer une collecte de graines de plantes utiles, la plantation de plantes légumineuses vivaces, la création de vergers et de potagers domestiques ainsi que de pépinières d'arbres fruitiers destinés à être distribués dans les villages,.
La deuxième action majeure menée est la clôture des périmètres situés autour des sources, afin d'empêcher le bétail de les dégrader. Des espèces locales sont également plantées sur les pentes afin de limiter l'érosion. Ces plantations sont également clôturées ; en outre, les villageois construisent des digues et des fossés parallèle à la pente afin d'empêcher l'eau de ruisseler et de favoriser son infiltration. Trois à quatre années de travail permettent la réactivation de deux ou trois sources et la croissance des rendements du maïs,.

## Développements
En 1995, le projet Nuchidza Dzakasimba commence à être connu et un financement du Weltfriedensdienst (de) (« Service mondial pour la paix ») est proposé pour financer d'autres actions. Après réflexion, les villageois acceptent, sous réserve de gérer les fonds comme ils l'entendent. Le Chikukwa Ecological Land Use Community Trust est constitué pour gérer ces fonds, qui permettent notamment la construction du centre communautaire de permaculture de Chikukwa, qui est une maison de formation comprenant dortoir, cuisine, salles de cours et d'ateliers.
D'autres développements sont menés : c'est d'abord la création d'une école maternelle, puis celle de sites de transformation alimentaire permettant de vendre les excédents de production. Des groupes réservés aux femmes sont également créés pour qu'elles puissent échanger sur leurs problèmes spécifiques. En 2006, des conflits éclatent. En conséquence, des sessions de résolution de conflits sont organisées avec succès. En parallèle, la renommée des actions menées à Chikukwa incite des villageois d'autres régions à s'y former,.

## Transformation
Vingt ans après le début du projet, tous les villages ont restauré leur source, et sécurisé l'approvisionnement en eau potable en construisant un réservoir de briques alimenté par celle-ci. Les clôtures protégeant les sources ne sont plus nécessaire tant la végétation a repoussé. Les agriculteurs ont renoncé aux cultures sur brûlis ainsi qu'à la libre pâture des bêtes, en particulier les chèvres, qui sont désormais parquées dans des prés. Des systèmes de récupération des eaux de pluie et de vaisselle pour irriguer les vergers ont été systématisés. Ces derniers produisent notamment banane, pomme mexicaine, mangue, fruit de la passion, goyave, papaye, ananas, agrumes et avocat. Les débris végétaux et le fumier nourrissent un compost qui est utilisé pour enrichir le sol des vergers et des potagers. Ces derniers permettent notamment la culture du tournesol, du chou covo, du colza, de l'amarante et de tomates, plantés en alternance avec des leucaenas et des sesbanias.